# 清硬腭內爆音
清硬腭内爆音是一种罕见的辅音，用在一些口语中。国际音标中表记此音的符号是⟨ ʄ̊ ⟩或⟨cʼ↓⟩。一个直接描写此音的字母⟨ƈ⟩在1993年被撤销。

## 特征
清硬腭内爆音的特征有：
- 調音方法是閉塞，也就是說通過阻礙空氣在聲道流動來調音。由於此輔音也是一個口腔輔音，故氣流被完全地阻塞住，而形成一個塞音。

- 調音部位是硬腭，即其以將舌頭中間或背部升至硬腭來發音。
- 發聲類型是清音，意味着發音時聲帶並不顫動。
- 本輔音是口腔輔音（口音），表示調音時空氣只從口裡流出。
- 本輔音為中央輔音，調音時氣流在口腔的中央流過舌面，而不從兩側流過。
- 氣流機制是內爆音。發音時，聲門向下壓迫出肺部空氣而控制氣流。由於其為清音，聲門完全關閉，導致完全沒有肺部氣流流出。

## 见于
作为一个罕见而不稳定的音，/ʄ̊/在塞内加尔的塞雷尔语中被证实存在，且有专用的阿拉伯文字母⟨ࢢ⟩。
| 语言     | 语言     | 国际音标   | 意义       | 注释 |
| -------- | -------- | ---------- | ---------- | ---- |
| 塞雷尔语 | 塞雷尔语 | [ 比如？ ] | [ 比如？ ] |      |

## 更多
- 在PHOIBLE上搜尋含有[ʄ̥]的語言